# リーチ満載!紗知子のパチンコナビ
『リーチ満載!紗知子のパチンコナビ』（リーチまんさい さちこのパチンコナビ）は、2006年1月から2008年9月までMONDO21で放送されたパチンコ情報番組。

## 概要
司会の松浦紗知子が、解説のなべっち（『パチンコ最強攻略』編集者）とパチンコの新台を打ちながら、リーチ演出などを紹介する。
基本的には松浦がメーカーのショールームで実際に新台を打ち、リーチが発生するたびになべっちがその概要や信頼度等を解説する形を取っている（擬似連などの予告についても信頼度を解説する）。実戦中に登場しなかったリーチについては、番組後半にVTRで紹介・解説する。

## 紹介機種
- 第1回 CRさまぁ〜ずかよ!FLX （エース電研）
- 第2回 CRホワイトエンジェル （豊丸産業）
- 第3回 CR大冒険島M56F （三洋物産）
- 第4回 CR渡り鳥AKIRA G （藤商事）
- 第5回 CRぱちんこ冬のソナタ （京楽産業.）
- 第6回 CR所さんのすんごいパチンコ台 （大一商会）
- 第7回 CRくるくるポン萌2 （高尾）
- 第8回 CR新がきデカ （サンセイR&D）
- 第9回 CRビックリマン2000 （マルホン工業）
- 第10回 CRスーパー海物語 （三洋物産）
- 第11回 CRフレディVSジェイソン （サミー）
- 第12回 CR満月の夜に昇天したいSTA （銀座）
- 第13回 CR中森明菜・歌姫伝説AX （大一商会）
- 第14回 CRジャッキーチェン （西陣）
- 第15回 CRパチクエ （サンセイR&D）
- 第16回 CR1・2の三四郎SVW （銀座）
- 第17回 CRリングにかけろ1BLVA （サミー）
- 第18回 CRかぐや物語SH （サンセイR&D）
- 第19回 CRぱちんこ華王美空ひばり （京楽産業.）
- 第20回 CRドンガガに眠る秘宝 （豊丸産業）
- 第21回 CRバルタン星人!? （エース電研）
- 第22回 CR幻魔大戦 （西陣）
- 第23回 CR俺たち三羽鴉 （高尾）
- 第24回 CRローズテイルアルティメットF （豊丸産業）
- 第25回 CR TRF （サンセイR&D）
- 第26回 CR萌えよ剣 （タイヨーエレック）
- 第27回 CRビジトジの忍気爆発 （サミー）
- 第28回 CRぱちんこアタックNo.1 （京楽産業.）
- 第29回 CR奇跡の電役キャプテンロバート （豊丸産業）
- 第30回 CRリングN （藤商事）
- 第31回 CR猿の惑星 （西陣）
- 第32回 上野パチンコ村編 - 新機種紹介なし
- 第33回 CRハムナプトラKS2 （タイヨーエレック）
- 第34回 CR華舞鬼ノ國G （豊丸産業）
- 第35回 CRうる星やつら3 （奥村遊機）
- 第36回 CR義経物語RK （サンセイR&D）
- 第37回 CRぱちんこまことちゃんSTH2 （京楽産業.）
- 第38回 CRドラゴン伝説2 （豊丸産業）
- 第39回 CR五木ひろし歌舞奏 （エース電研）
- 第40回 CRバジリスク〜甲賀忍法帖〜 （サンセイR&D）
- 第41回 CRそれゆけエリちゃん （タイヨーエレック）
- 第42回 CR天才バカボンクラシックKS （大一商会）
- 第43回 CR熊田曜子参上F （豊丸産業）
- 第44回 CR大阪プロレスZS （奥村遊機）
- 第45回 CRネオエキサイトジャック （ニューギン）
- 第46回 マギーイリュージョン （高尾）
- 第47回 CR愛と誠Z （奥村遊機）
- 第48回 CR奥様は魔女 （タイヨーエレック）
- 第49回 CR伝説の巫女MTZ （タイヨーエレック）
- 第50回 CRガッツ石松の最驚伝説HR-T （ニューギン）
- 第51回 CR GO!GO!郷 （ニューギン）
- 第52回 CR花満開MT （西陣）
- 第53回 CRルパン三世ルピナスタワーのダイヤを狙え （平和）
- 第54回 CR特命係長 只野仁 （ニューギン）
- 第55・56回 CRぱちんこ冬のソナタ2 （京楽産業.）
- 第57回 CRサムライチャンプルー （タイヨーエレック）
- 第58回 CR銀河鉄道999 （豊丸産業）
- 第59回 CRバラ色の未来・森昌子 （サンセイR&D）
- 第60回 CR COBRA〜終わりなき劇闘〜 （ニューギン）
- 第61回 華麗なる小林幸子の世界 （ニューギン）
- 第62回 CRぱちんこアバンギャルドM4 （京楽産業.）
- 第63回 CR大海物語スペシャル （三洋物産）
- 第64回 CRジュラシックパークMAX FPF1 （藤商事）
- 第65回 ぱちんこCR北斗の拳 ケンシロウ （サミー）
- 第66回 CR暴れん坊将軍 （藤商事）

## 出演者
- 司会 : 松浦紗知子
- 解説 : なべっち